# Arnottia inermis
Arnottia inermis är en orkidéart som först beskrevs av Louis Marie Aubert Du Petit-Thouars, och fick sitt nu gällande namn av Spencer Le Marchant Moore. Arnottia inermis ingår i släktet Arnottia och familjen orkidéer.
Artens utbredningsområde är Mauritius. Inga underarter finns listade i Catalogue of Life.